# Naatan Skyttä
Naatan Skyttä (Ylöjärvi, 7 maggio 2002) è un calciatore finlandese, centrocampista del Kaiserslautern.

## Carriera

### Club
Skyttä è cresciuto nel settore giovanile dell'Ilves, con cui ha debuttato il 25 agosto 2018 nell'incontro di Veikkausliiga vinto 2-0 contro il TPS. Il 1º febbraio 2021 è stato acquistato a titolo definitivo dal Tolosa, con cui ha debuttato il 20 aprile seguente in Coppa di Francia contro il Rumilly-Vallières.
Il 26 agosto 2022 è stato ceduto in prestito al Viking in Norvegia. A gennaio ha fatto rientro al Tolosa dove ha giocato due incontri di Ligue 1, prima di passare in prestito all'Odense fino al termine della stagione.

### Nazionale
Ha giocato nelle nazionali giovanili finlandesi Under-17, Under-19 ed Under-21.

## Statistiche

### Presenze e reti nei club
Statistiche aggiornate al 9 luglio 2024.
| Stagione        | Squadra         | Campionato      | Campionato | Campionato | Coppe nazionali | Coppe nazionali | Coppe nazionali | Coppe continentali | Coppe continentali | Coppe continentali | Altre coppe | Altre coppe | Altre coppe | Totale | Totale | Totale |
| Stagione        | Squadra         | Comp            | Pres       | Reti       | Comp            | Pres            | Reti            | Comp               | Pres               | Reti               | Comp        | Pres        | Reti        | Pres   | Reti   |        |
| --------------- | --------------- | --------------- | ---------- | ---------- | --------------- | --------------- | --------------- | ------------------ | ------------------ | ------------------ | ----------- | ----------- | ----------- | ------ | ------ | ------ |
| 2018            | Ilves           | VL              | 2          | 0          | CF              | 0               | 0               |                    | -                  | -                  |             | -           | -           | 2      | 0      |        |
| 2018            | HJS Akatemia    | K               | 1          | 1          |                 | -               | -               |                    | -                  | -                  |             | -           | -           | 1      | 1      |        |
| 2019            | Ilves/2         | K               | 10         | 0          |                 | -               | -               |                    | -                  | -                  |             | -           | -           | 10     | 0      |        |
| 2019            | Ilves           | VL              | 11         | 2          | CF              | 3               | 0               |                    | -                  | -                  |             | -           | -           | 14     | 2      |        |
| 2020            | Ilves           | VL              | 16         | 7          | CF              | 1               | 0               | UEL                | 1                  | 0                  |             | -           | -           | 18     | 7      |        |
| Totale Ilves    | Totale Ilves    | VL              | 29         | 9          | CF              | 4               | 0               | UEL                | 1                  | 0                  |             | -           | -           | 33     | 9      |        |
| 2021-22         | Tolosa 2        | N3              | 4          | 3          |                 | -               | -               |                    | -                  | -                  |             | -           | -           | 4      | 3      |        |
| feb.-giu. 2021  | Tolosa          | L2              | 0          | 0          | CF              | 1               | 0               |                    | -                  | -                  |             | -           | -           | 1      | 0      |        |
| 2021-22         | Tolosa          | L2              | 13         | 0          | CF              | 4               | 0               |                    | -                  | -                  |             | -           | -           | 17     | 0      |        |
| 2022            | Viking          | ES              | 10         | 0          | CN              | 1               | 0               |                    | -                  | -                  |             | -           | -           | 11     | 0      |        |
| gen. 2023       | Tolosa          | L1              | 2          | 0          | CF              | 2               | 1               |                    | -                  | -                  |             | -           | -           | 4      | 1      |        |
| gen.-giu. 2023  | Odense          | SL              | 8          | 2          | CD              | 0               | 0               |                    | -                  | -                  |             | -           | -           | 8      | 2      |        |
| 2023-24         | Tolosa          | L1              | 8          | 0          | CF              | 2               | 2               | UEL                | 2                  | 0                  | SF          | 1           | 0           | 13     | 2      |        |
| Totale Tolosa   | Totale Tolosa   | Totale Tolosa   | 23         | 0          | CF              | 9               | 3               | UEL                | 2                  | 0                  | SF          | 1           | 0           | 35     | 3      |        |
| Totale carriera | Totale carriera | Totale carriera | 85         | 15         |                 | 14              | 3               | UEL                | 3                  | 0                  | SF          | 1           | 0           | 103    | 18     |        |

### Cronologia presenze e reti in nazionale
| Cronologia completa delle presenze e delle reti in nazionale ― Finlandia under 21 | Cronologia completa delle presenze e delle reti in nazionale ― Finlandia under 21 | Cronologia completa delle presenze e delle reti in nazionale ― Finlandia under 21 | Cronologia completa delle presenze e delle reti in nazionale ― Finlandia under 21 | Cronologia completa delle presenze e delle reti in nazionale ― Finlandia under 21 | Cronologia completa delle presenze e delle reti in nazionale ― Finlandia under 21 | Cronologia completa delle presenze e delle reti in nazionale ― Finlandia under 21 | Cronologia completa delle presenze e delle reti in nazionale ― Finlandia under 21 |
| Data                                                                              | Città                                                                             | In casa                                                                           | Risultato                                                                         | Ospiti                                                                            | Competizione                                                                      | Reti                                                                              | Note                                                                              |
| --------------------------------------------------------------------------------- | --------------------------------------------------------------------------------- | --------------------------------------------------------------------------------- | --------------------------------------------------------------------------------- | --------------------------------------------------------------------------------- | --------------------------------------------------------------------------------- | --------------------------------------------------------------------------------- | --------------------------------------------------------------------------------- |
| 9-10-2020                                                                         | Ballymena                                                                         | Irlanda del Nord under 21                                                         | 2 – 3                                                                             | Finlandia under 21                                                                | Qual. Europeo Under-21 2021                                                       | 1                                                                                 | 46’                                                                               |
| 13-10-2020                                                                        | Aalborg                                                                           | Danimarca under 21                                                                | 2 – 1                                                                             | Finlandia under 21                                                                | Qual. Europeo Under-21 2021                                                       | -                                                                                 | 79’                                                                               |
| 17-11-2020                                                                        | Ta' Qali                                                                          | Malta under 21                                                                    | 0 – 1                                                                             | Finlandia under 21                                                                | Qual. Europeo Under-21 2021                                                       | -                                                                                 | 87’                                                                               |
| 3-9-2021                                                                          | Pärnu                                                                             | Estonia under 21                                                                  | 0 – 3                                                                             | Finlandia under 21                                                                | Qual. Europeo Under-21 2023                                                       | -                                                                                 | 86’                                                                               |
| 7-9-2021                                                                          | Oulu                                                                              | Finlandia under 21                                                                | 0 – 2                                                                             | Croazia under 21                                                                  | Qual. Europeo Under-21 2023                                                       | -                                                                                 |                                                                                   |
| 8-10-2021                                                                         | Sumqayıt                                                                          | Azerbaigian under 21                                                              | 1 – 1                                                                             | Finlandia under 21                                                                | Qual. Europeo Under-21 2023                                                       | -                                                                                 | 89’                                                                               |
| 12-10-2021                                                                        | Tampere                                                                           | Finlandia under 21                                                                | 3 – 1                                                                             | Austria under 21                                                                  | Qual. Europeo Under-21 2023                                                       | 2                                                                                 |                                                                                   |
| 12-11-2021                                                                        | Drammen                                                                           | Norvegia under 21                                                                 | 3 – 1                                                                             | Finlandia under 21                                                                | Qual. Europeo Under-21 2023                                                       | -                                                                                 |                                                                                   |
| 15-11-2021                                                                        | Kotka                                                                             | Finlandia under 21                                                                | 1 – 0                                                                             | Estonia under 21                                                                  | Qual. Europeo Under-21 2023                                                       | -                                                                                 | 90’                                                                               |
| 25-3-2022                                                                         | Bucarest                                                                          | Romania under 21                                                                  | 2 – 1                                                                             | Finlandia under 21                                                                | Amichevole                                                                        | -                                                                                 | 75’                                                                               |
| 29-3-2022                                                                         | Varaždin                                                                          | Croazia under 21                                                                  | 2 – 3                                                                             | Finlandia under 21                                                                | Qual. Europeo Under-21 2023                                                       | 2                                                                                 | 89’                                                                               |
| 3-6-2022                                                                          | Ried im Innkreis                                                                  | Austria under 21                                                                  | 2 – 3                                                                             | Finlandia under 21                                                                | Qual. Europeo Under-21 2023                                                       | 1                                                                                 |                                                                                   |
| 7-6-2022                                                                          | Helsinki                                                                          | Finlandia under 21                                                                | 3 – 0                                                                             | Azerbaigian under 21                                                              | Qual. Europeo Under-21 2023                                                       | 1                                                                                 |                                                                                   |
| 10-6-2022                                                                         | Turku                                                                             | Finlandia under 21                                                                | 0 – 2                                                                             | Norvegia under 21                                                                 | Qual. Europeo Under-21 2023                                                       | -                                                                                 |                                                                                   |
| 25-3-2023                                                                         | Antalya                                                                           | Finlandia under 21                                                                | 1 – 1                                                                             | Macedonia del Nord under 21                                                       | Amichevole                                                                        | 1                                                                                 | 59’                                                                               |
| 28-3-2023                                                                         | Antalya                                                                           | Bulgaria under 21                                                                 | 0 – 2                                                                             | Finlandia under 21                                                                | Amichevole                                                                        | -                                                                                 | 27’                                                                               |
| 22-3-2024                                                                         | Tirana                                                                            | Albania under 21                                                                  | 0 – 0                                                                             | Finlandia under 21                                                                | Qual. Europeo Under-21 2025                                                       | -                                                                                 | 61’                                                                               |
| 26-3-2024                                                                         | Podgorica                                                                         | Montenegro under 21                                                               | 1 – 2                                                                             | Finlandia under 21                                                                | Qual. Europeo Under-21 2025                                                       | -                                                                                 | 66’                                                                               |
| 6-6-2024                                                                          | Kuressaare                                                                        | Estonia under 21                                                                  | 1 – 0                                                                             | Finlandia under 21                                                                | Amichevole                                                                        | -                                                                                 | 72’                                                                               |
| 9-6-2024                                                                          | Kuressaare                                                                        | Finlandia under 21                                                                | 2 – 0                                                                             | Lituania under 21                                                                 | Amichevole                                                                        | -                                                                                 | 72’                                                                               |
| Totale                                                                            |                                                                                   | Presenze                                                                          | 20                                                                                |                                                                                   | Reti                                                                              | 8                                                                                 |                                                                                   |

| Cronologia completa delle presenze e delle reti in nazionale ― Finlandia under 19 | Cronologia completa delle presenze e delle reti in nazionale ― Finlandia under 19 | Cronologia completa delle presenze e delle reti in nazionale ― Finlandia under 19 | Cronologia completa delle presenze e delle reti in nazionale ― Finlandia under 19 | Cronologia completa delle presenze e delle reti in nazionale ― Finlandia under 19 | Cronologia completa delle presenze e delle reti in nazionale ― Finlandia under 19 | Cronologia completa delle presenze e delle reti in nazionale ― Finlandia under 19 | Cronologia completa delle presenze e delle reti in nazionale ― Finlandia under 19 |
| Data                                                                              | Città                                                                             | In casa                                                                           | Risultato                                                                         | Ospiti                                                                            | Competizione                                                                      | Reti                                                                              | Note                                                                              |
| --------------------------------------------------------------------------------- | --------------------------------------------------------------------------------- | --------------------------------------------------------------------------------- | --------------------------------------------------------------------------------- | --------------------------------------------------------------------------------- | --------------------------------------------------------------------------------- | --------------------------------------------------------------------------------- | --------------------------------------------------------------------------------- |
| 9-10-2019                                                                         | Valkeakoski                                                                       | Finlandia under 19                                                                | 0 – 1                                                                             | Islanda under 19                                                                  | Amichevole                                                                        | -                                                                                 | 70’                                                                               |
| 13-10-2019                                                                        | Valkeakoski                                                                       | Svezia under 19                                                                   | 3 – 0                                                                             | Finlandia under 19                                                                | Amichevole                                                                        | -                                                                                 | 68’                                                                               |
| Totale                                                                            |                                                                                   | Presenze                                                                          | 2                                                                                 |                                                                                   | Reti                                                                              | 0                                                                                 |                                                                                   |

| Cronologia completa delle presenze e delle reti in nazionale ― Finlandia under 17 | Cronologia completa delle presenze e delle reti in nazionale ― Finlandia under 17 | Cronologia completa delle presenze e delle reti in nazionale ― Finlandia under 17 | Cronologia completa delle presenze e delle reti in nazionale ― Finlandia under 17 | Cronologia completa delle presenze e delle reti in nazionale ― Finlandia under 17 | Cronologia completa delle presenze e delle reti in nazionale ― Finlandia under 17 | Cronologia completa delle presenze e delle reti in nazionale ― Finlandia under 17 | Cronologia completa delle presenze e delle reti in nazionale ― Finlandia under 17 |
| Data                                                                              | Città                                                                             | In casa                                                                           | Risultato                                                                         | Ospiti                                                                            | Competizione                                                                      | Reti                                                                              | Note                                                                              |
| --------------------------------------------------------------------------------- | --------------------------------------------------------------------------------- | --------------------------------------------------------------------------------- | --------------------------------------------------------------------------------- | --------------------------------------------------------------------------------- | --------------------------------------------------------------------------------- | --------------------------------------------------------------------------------- | --------------------------------------------------------------------------------- |
| 5-8-2018                                                                          | Isole Faroe                                                                       | Finlandia under 17                                                                | 0 – 0                                                                             | Danimarca under 17                                                                | Amichevole                                                                        | -                                                                                 | 80’                                                                               |
| 7-8-2018                                                                          | Tórshavn                                                                          | Svezia under 17                                                                   | 1 – 4                                                                             | Finlandia under 17                                                                | Amichevole                                                                        | -                                                                                 | 59’                                                                               |
| 9-8-2018                                                                          | Isole Faroe                                                                       | Irlanda del Nord under 17                                                         | 1 – 3                                                                             | Finlandia under 17                                                                | Amichevole                                                                        | 1                                                                                 |                                                                                   |
| 11-8-2018                                                                         | Tórshavn                                                                          | Islanda under 17                                                                  | 1 – 0 dts                                                                         | Finlandia under 17                                                                | Amichevole                                                                        | -                                                                                 |                                                                                   |
| 25-10-2018                                                                        | Zabki                                                                             | Finlandia under 17                                                                | 1 – 2                                                                             | Polonia under 17                                                                  | Qual. Europeo Under-17 2019                                                       | -                                                                                 | 46’                                                                               |
| 28-10-2018                                                                        | Varsavia                                                                          | Francia under 17                                                                  | 2 – 1                                                                             | Finlandia under 17                                                                | Qual. Europeo Under-17 2019                                                       | -                                                                                 |                                                                                   |
| 31-10-2018                                                                        | Varsavia                                                                          | Lussemburgo under 17                                                              | 0 – 2                                                                             | Finlandia under 17                                                                | Qual. Europeo Under-17 2019                                                       | -                                                                                 | 62’                                                                               |
| 20-1-2019                                                                         | Minsk                                                                             | Belgio under 17                                                                   | 1 – 0                                                                             | Finlandia under 17                                                                | Amichevole                                                                        | -                                                                                 | 75’                                                                               |
| 22-1-2019                                                                         | Minsk                                                                             | Finlandia under 17                                                                | 1 – 0                                                                             | Bielorussia under 17                                                              | Amichevole                                                                        | 1                                                                                 |                                                                                   |
| 26-1-2019                                                                         | Minsk                                                                             | Finlandia under 17                                                                | 2 – 1                                                                             | Ucraina under 16                                                                  | Amichevole                                                                        | 1                                                                                 |                                                                                   |
| 22-3-2019                                                                         | Waterford                                                                         | Irlanda under 17                                                                  | 0 – 1                                                                             | Finlandia under 17                                                                | Amichevole                                                                        | -                                                                                 | 79’                                                                               |
| 25-3-2019                                                                         | Dublino                                                                           | Irlanda under 17                                                                  | 1 – 2                                                                             | Finlandia under 17                                                                | Amichevole                                                                        | 1                                                                                 | 90’                                                                               |
| Totale                                                                            |                                                                                   | Presenze                                                                          | 12                                                                                |                                                                                   | Reti                                                                              | 4                                                                                 |                                                                                   |